# Miletus pentheus
Miletus pentheus är en fjärilsart som beskrevs av Hans Fruhstorfer 1914. Miletus pentheus ingår i släktet Miletus och familjen juvelvingar. Inga underarter finns listade i Catalogue of Life.